# تحقیقات بین فرهنگی
تحقیقات بین فرهنگی (انگلیسی: Cross-Cultural Research) یک ژورنال دانشگاهی با داوری همتا است که مقالاتی در زمینه علوم اجتماعی منتشر می‌کند.